# Панков Андрій Вікторович
Андрій Вікторович Панков (нар. 17 липня 1974, м. Краматорськ, Донецька область) — український політик, голова Дружківської міської військової адміністрації (з 20 лютого 2025 року) голова Краматорської районної державної (військової) адміністрації (з 5 березня 2021 року по 19 лютого 2025 року), Краматорський міський голова (з листопада 2015 року по 18 листопада 2020 року).

## Життєпис

### Освіта
Донбаська державна машинобудівна академія (1991—1997), інженер-економіст, «Економіка підприємств»; Міжнародний науково-технічний університет (2000—2002), магістр міжнародної економіки.

### Трудова діяльність
1997—2001 — економіст відділу активно-пасивних операцій, начальник відділу неторговельних операцій, начальник управління Краматорської філії КБ «Приватбанк».
2001—2005 — заступник начальника відділу Донецької філії, начальник Краматорського відділення КБ «Перший український міжнародний банк».
2005—2010 — заступник директора Горлівської філії, директор Краматорської філії КБ «Брокбізнесбанк».
Жовтень 2010 — листопад 2015 — заступник Краматорського міського голови.
листопад 2015 - листопад 2020 — міський голова Краматорська.
З 5 березня 2021 по 19 лютого 2025 — голова Краматорської районної державної адміністрації.
З 20 лютого 2025 — голова Дружківської міської військової адміністрації.

### Особисте життя
Одружений, має двох синів.